# Åsen
Åsen este o localitate din comuna Levanger, provincia Nord-Trøndelag, Norvegia, cu o suprafață de 0,52 km² și o populație de 593 locuitori (2013).